# Odelsk
Odelsk (biał. Адэльск, ros. Одельск) – wieś, dawne miasto na historycznej zachodniej Grodzieńszczyźnie, na Białorusi (miasto od XVI w. do 1934) w obwodzie grodzieńskim, nieopodal płynącej kilka kilometrów na południe rzeki Odła (dopływu Świsłoczy), kilkaset metrów od granicy z Polską, 30 kilometrów na południe od Grodna.

## Historia

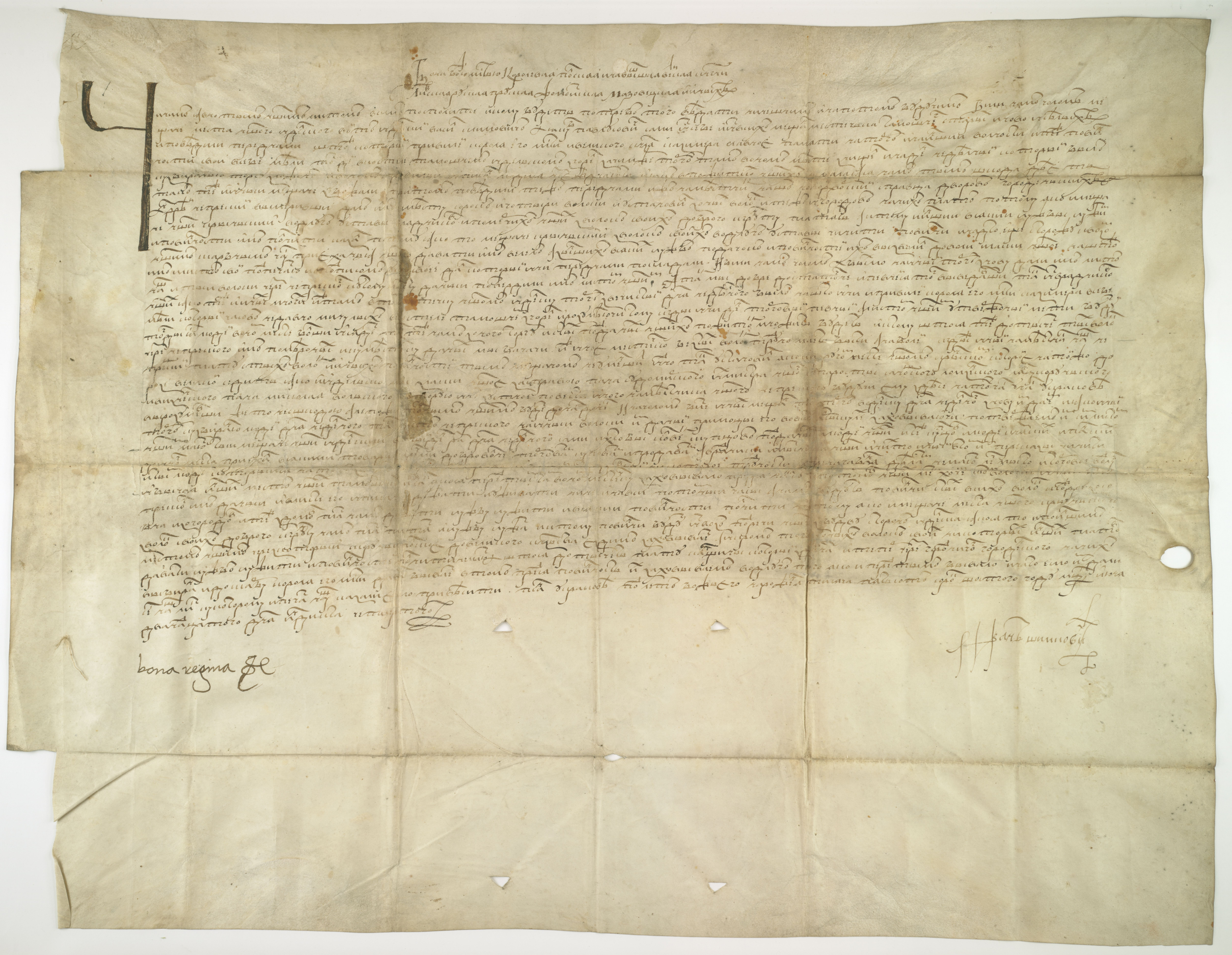
Bona Sforza, królowa polska, odnawia spalony przywilej króla Kazimierza IV Jagiellończyka na targ w miasteczku Odelsk 12 czerwca 1546 roku.

Miasto królewskie ekonomii grodzieńskiej położone było w końcu XVIII wieku w powiecie grodzieńskim województwa trockiego.
Pierwsza osada powstała na trakcie z Brześcia Litewskiego do Grodna, wiodącym przez Bielsk Podlaski, Narew i Krynki. Pierwsza pisana wzmianka o Odelsku pochodzi z 1490 roku, kiedy to Kazimierz IV Jagiellończyk przeznaczył fundusze na wzniesienie w mieście katolickiego kościoła powołania Wniebowzięcia Najświętszej Maryi Panny. Ten sam król nadał miasteczku prawa i swobody oraz pozwolił urządzać jarmarki w niedzielę. W 1494 r. wielki książę litewski Aleksander Jagiellończyk potwierdził przywileje ojca dla Odelska. 12 czerwca 1546 r. królowa Bona Sforza wydała przywilej dla Odelska, od tego czasu Odelsk otrzymał swobody miejskie i cieszył się nimi przez wieki. W dokumencie mówi się o targach i wolnościach. Wspomniane tu są poprzednie dokumenty otrzymane od króla Kazimierza. Ponadto mowa jest o tym, że „poprzedni dokument spalił się w pożarze kościoła”. W dokumencie tym królowa Bona nadaje targi w niedzielę i nadania gruntów miejskich tak jak to mieli mieszczanie w Krynkach. Przywilej wystawiony w Krakowie dla wójta miasteczka Odelsk Wasyla Simonowicza i mieszczanina Jakuba Paulusowicza. Po III rozbiorze Polski i nowym podziale administracyjnym królestwa Prus w czerwcu 1796, miejscowość trafiła (wraz z miastami Choroszcz, Gródek, Janów, Jasionówka, Knyszyn, Sokółka, Wasilków i Zabłudów) do departamentu białostockiego pod kierownictwem landrata Czyża. Później Odelsk wraz z Białostocczyzną trafił pod berło Imperium Rosyjskiego.
W roku 1800 w Odelsku znajdowały się 172 domy, w 1886 natomiast 274 domy i 1346 mieszkańców, w 1897 populacja wzrosła do 1435. W całym tym okresie według spisów około 95% stanowili Polacy, a zgodnie z kryterium religii 90–96% mieszkańców to katolicy, pozostali to żydzi i kilku prawosławnych. W 1921 mieszkały tu 1333 osoby, a w 1990 r. w Odelsku było 761 mieszkańców.
Po I wojnie światowej i odzyskaniu przez Polskę niepodległości Odelsk trafił pod administracyjny zarząd nowo utworzonego polskiego powiatu sokólskiego. Ze względu na niewielkie rozmiary miejscowości, 13 czerwca 1934 roku Odelsk utracił prawa miejskie. Za II RP istniała gmina Odelsk z siedzibą w Babikach, do której w 1934 roku przyłączono Odelsk (po utracie praw miejskich).

### II wojna światowa
W 1944 wytyczono tymczasową nową granicę polsko-radziecką, która pozostawiała Odelsk w granicach Białoruskiej SRR. Późniejsza ostateczna delimitacja utrzymała ten stan rzeczy, pomimo że Linia Curzona, w oparciu o którą granicę tę wyznaczano, przebiegała dwa kilometry na wschód i mieszkańcy wsi (w 1945 w zdecydowanej większości narodowości polskiej) oczekiwali i podejmowali starania o włączenie Odelska do Polski, gdzie pozostawała większa część ich parafii i większość ich ziem uprawnych. Dyrektora miejscowej szkoły Ignacego Mazura, który inicjował zbieranie podpisów o przyłączenie do Polski Sowieci zesłali na 10 lat, a wielu mieszkańców, w tym jednorazowo grupa 200 osobowa uciekało przez nową granicę przed łagrami. Zdaniem mieszkańców przyczyną takiego wytyczenia granicy było istnienie w miasteczku kilku murowanych domów „niezbędnych” sowieckiej administracji. Przebieg granicy tymczasowej z 1944 jednak utrzymano i pozostaje on taki do dziś.

### Po II wojnie światowej
Bezpośrednio po zakończeniu II wojny rozpoczęto przymusową kolektywizację i siłą zapędzano do kołchozu, do którego przystępowali dobrowolnie jedynie ci którzy nic nie mieli. Gospodarzom zabrano inwentarz i ziemię, pozostawiając jedynie niewielkie działki przyzagrodowe, na które nakładano dodatkowo wysokie niemożliwe do zapłaty podatki i obowiązkowe kontyngenty tak by doprowadzić je do upadku. Niezapłacony podatek egzekwowano rekwizycjami żywego inwentarza i resztek plonów często prosto z pola. Opornych zamykano w więzieniach lub zsyłano. Jednocześnie kołchoz zarządzany nieefektywnie wypłacał za ciężką niezmechanizowaną pracę fizyczną (z braku padłych w kołchozie koni do orki zaprzęgano ludzi) w naturze (np. zbożem, ziemniakami lub słomą) albo nie płacąc wcale. Dodatkowo ludność wiejska w ZSRR nie mogła (aż do końca lat siedemdziesiątych) opuszczać kołchozów i była prześladowana za podejmowanie zajęć dodatkowych jak rzemiosło i usługi (np. kopanie studni po pracy w kołchozie). Żeby przeżyć ludzie ryzykowali kradnąc mienie kołchozowe, wielu także próbowało uciekać za coraz szczelniej chronioną granicę.
W Odelsku znajduje się zabytkowy drewniany Kościół Wniebowzięcia NMP pochodzący z XVIII wieku (parafię utworzono tu w 1490) z murowaną dzwonnicą.
W Odelsku urodził się w 1946 i wychowywał Tadeusz Kondrusiewicz, późniejszy arcybiskup Moskwy, w latach 2007–2021 metropolita mińsko-mohylewski. W tutejszej szkole polskiej uczyła Andżelika Borys, działaczka polonijna na Białorusi.

## Zobacz też

Dawne widoki Odelska
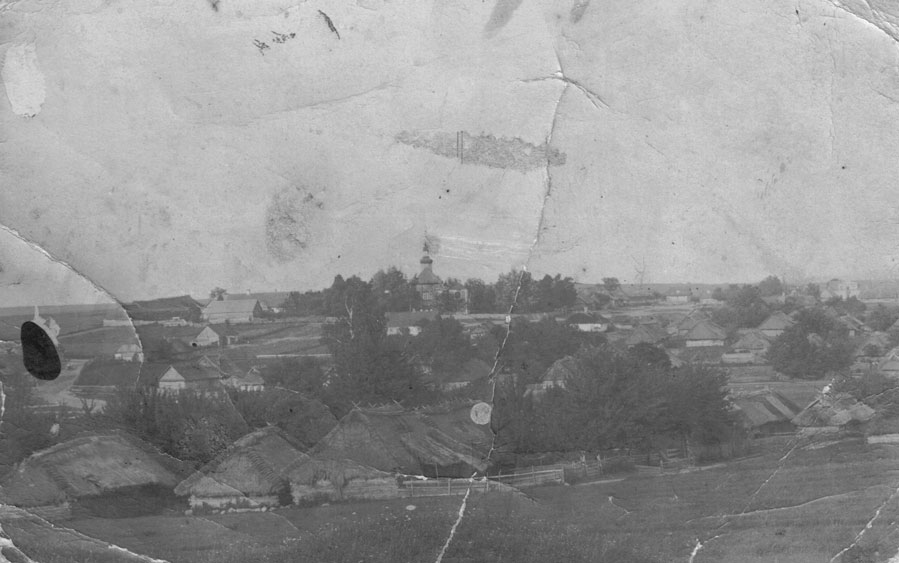
Widok ogólny z połowy XX w.
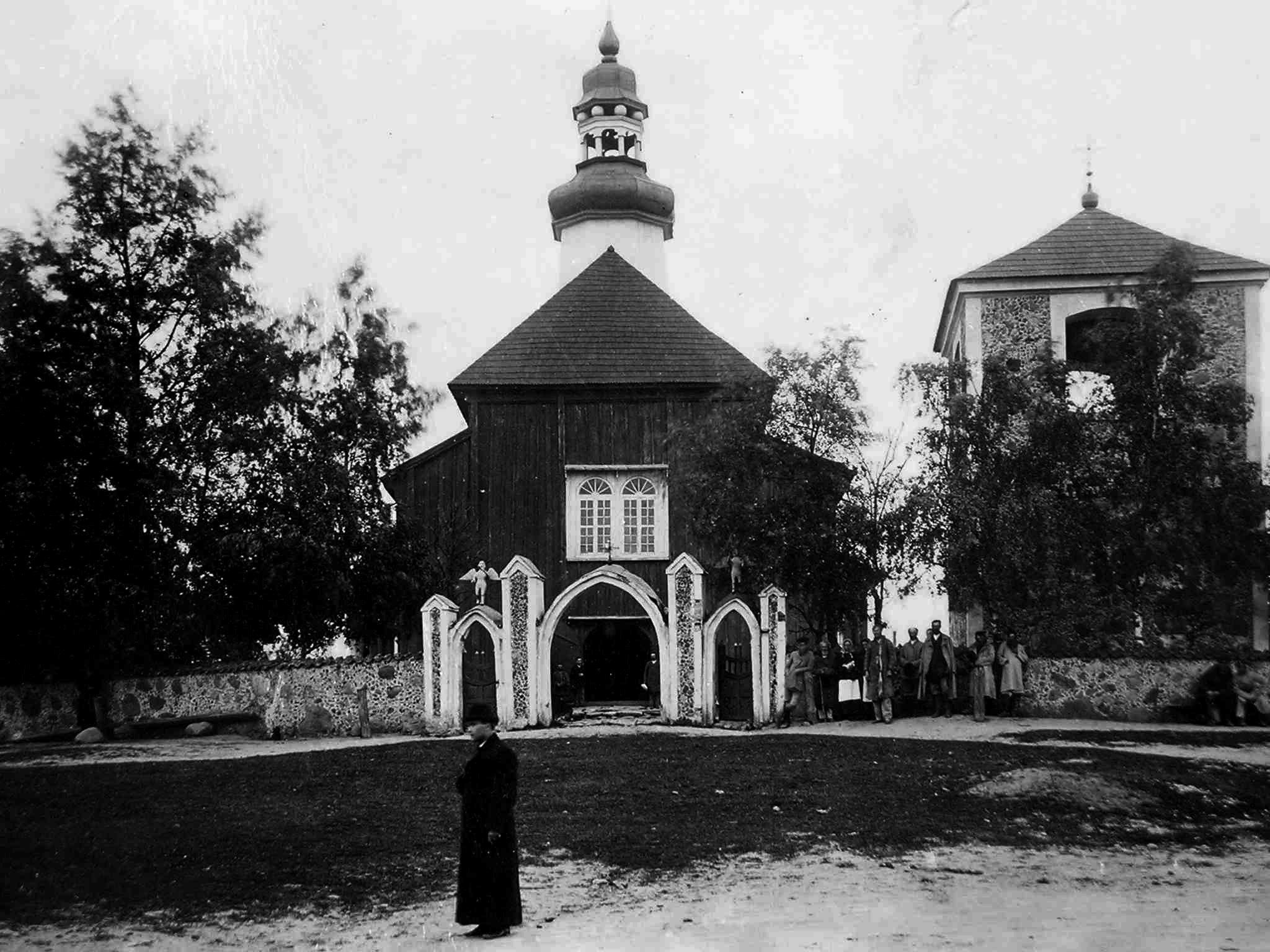
Kościół Wniebowzięcia NMP
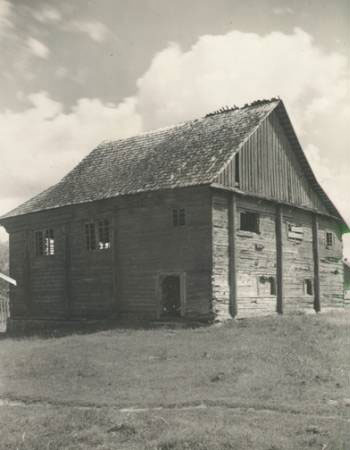
Synagoga
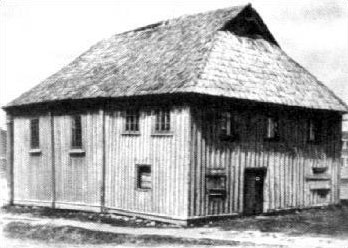
Synagoga